# Jihlava (řeka)
Jihlava (německy Igel nebo Iglawa) je česká řeka protékající Krajem Vysočina a Jihomoravským krajem. Ústí společně se Svratkou do Novomlýnských nádrží na Dyji (povodí Dunaje). Délka toku činí 184,5 km, plocha povodí je 3117 km². Na Jihlavě se nachází vodní nádrž Dalešice. Některé úseky horního toku řeky před městem Jihlavou tvoří část historické zemské hranice mezi Čechami a Moravou. Řeka je zmíněna již roku 1197 (Giglaua). Název může pocházet od ježka (německy Igel) či jehličí, od keltského uig („potok“), nebo slovanského jehla (ostré kamení v říčním korytu).

## Etymologie
Původ názvu řeky bývá obvykle, stejně jako název později vzniklého města Jihlavy, odvozován z německého slova igel znamenajícího ježek. K tomu dochází s ohledem na německé označení řeky a města Iglau, Igel či Iglawa. Tento název je zdůvodňován ostrými kameny v korytu řeky, které měly připomínat ježčí bodliny. Přesto ale není původ názvu zcela jasný. Řeku mohli pojmenovat již Langobardi, kteří žili u jejího soutoku se Svratkou, jako Igulaha (ježový potok). Pojmenování může pocházet i ze slovanských jazyků, kde slovo „jehla“ označovalo ostré kamení v říčním korytu.
V roce 1234 je poprvé město Jihlava zmiňováno jako Giglawa. Nicméně již 1226 je řeka ještě před založením stejnojmenného města označena jako Giglaue.
Jedna z teorií pracuje s faktem, že němečtí kolonizátoři přišli do oblasti až v souvislosti se založením Jihlavy a těžbou stříbra. Proto předpokládá, že název bude staršího původu. To je podporováno faktem, že je zmiňován již před založením města a příchodem Němců. Možným původem názvu je proto keltské slovo uig ve významu potok doplněné koncovkou -ava typickou pro keltskou a starší indoevropskou hydronomii, která se hojně objevuje v názvech českých řek. V germánských jazycích se z této koncovky vyvinulo zakončení slov -au. Takovým spojením vznikne slovo uig-ava, které by po příchodu Němců a zkomolení pro podobnost se slovem igel mohlo znít uiglava, později Iglava, s německou koncovkou dnes známé Iglau v názvu města.

## Průběh toku
Jihlava pramení na louce nedaleko obce Jihlávka v Jihlavských vrších na Českomoravské vysočině. Protéká městy Jihlavou (něm. Iglau) a Třebíčí, v hluboké (až 160 m) dolině zařezané do Křižanovské vrchoviny a Jevišovické pahorkatiny, kde jsou na ní vzduty vodní nádrže Dalešice a Mohelno. V Ivančicích přetíná Boskovickou brázdu a přibírá své dva největší přítoky Oslavu (zleva) a Rokytnou (zprava). Pak proráží hřeben Bobravské vrchoviny a vstupuje do Dyjsko-svrateckého úvalu. Zde protéká Pohořelicemi a nakonec spolu se Svratkou ústí deltou zleva do střední věstonické novomlýnské nádrže.
V roce 2012 byly dokončeny protipovodňové úpravy v centru Třebíče. Roku 2018 byly v tomto městě zahájeny poslední části projektu úpravy břehů v rámci protipovodňové ochrany.

### Otázka zaústění Jihlavy
Před vybudováním Věstonické nádrže ústila Jihlava do Svratky, která se krátce poté vlévala do Dyje. Po vzdutí hladiny ústily Jihlava a Svratka do nádrže odděleně vedle sebe, ale pozdějším snížením hladiny nádrže se odkryla delta, v níž se oba toky opět slévají. De facto je tak dnes Jihlava, která je sice delší, ale má menší průtok, znovu přítokem Svratky. Stále se však objevuje i pojetí obou toků jako rovnocenných přítoků Dyje.

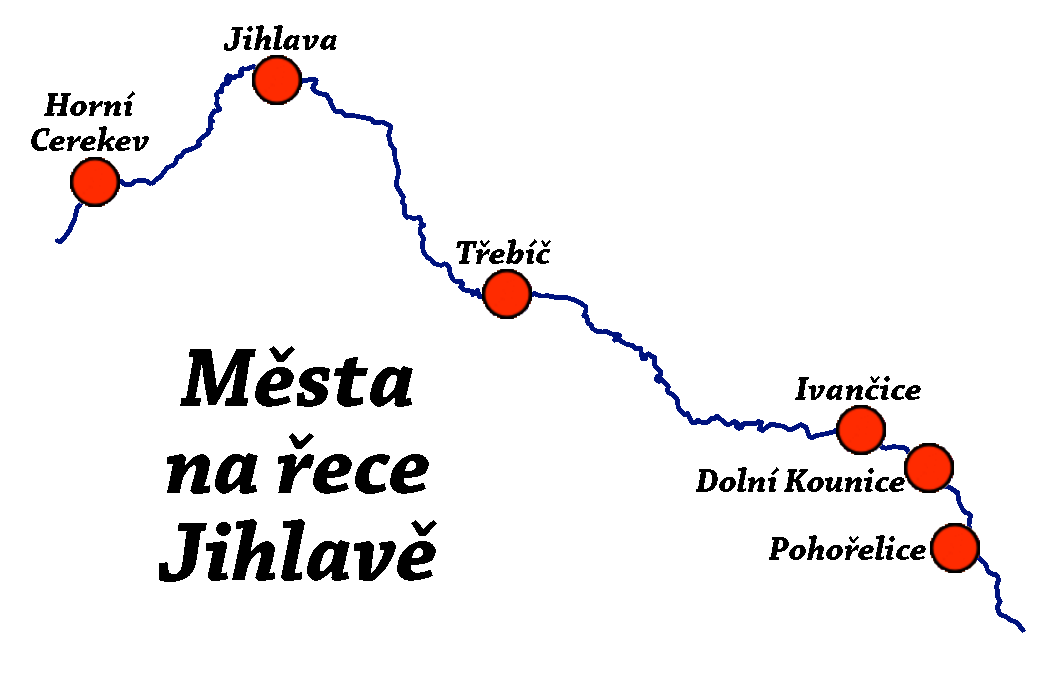
Města ležící na řece Jihlavě

### Větší přítoky
- Třešťský potok, zprava, ř. km 160,0
- Jihlávka, zprava, ř. km 142,6
- Brtnice, zprava, ř. km 123,4
- Oslava, zleva, ř. km 39,7
- Rokytná, zprava, ř. km 38,1

### Obce a města na řece Jihlavě
Jihlávka, Horní Ves, Horní Cerekev, Batelov, Dolní Cerekev, Kostelec, Dvorce, Rantířov, Jihlava, Malý Beranov, Luka nad Jihlavou, Bítovčice, Bransouze, Číchov, Přibyslavice, Třebíč, Vladislav, Kramolín, Mohelno, Biskoupky, Ivančice, Moravské Bránice, Nové Bránice, Dolní Kounice, Pravlov, Kupařovice, Medlov, Cvrčovice, Pohořelice, Přibice, Ivaň

## Vodní režim
Nejvyššího průtoku dosahuje obvykle v březnu. Průměrný průtok u Přibic na říčním kilometru 8,2 činí 12,0 m³/s.
Vybrané hlásné profily:
| místo         | říční km | plocha povodí | průměrný průtok (Qa) | stoletá voda (Q100) |
| ------------- | -------- | ------------- | -------------------- | ------------------- |
| Batelov       | 169,40   | 73,45 km²     | 0,60 m³/s            | 23 m³/s             |
| Dvorce        | 155,80   | 307,69 km²    | 1,98 m³/s            | 60 m³/s             |
| Bransouze     | 119,10   | 778,70 km²    | 4,60 m³/s            | 216 m³/s            |
| Třebíč-Ptáčov | 93,20    | 963,84 km²    | 5,51 m³/s            | 260 m³/s            |
| VD Mohelno    | 58,80    | 1155,26 km²   | 6,30 m³/s            | 192 m³/s            |
| Ivančice      | 34,30    | 2682,17 km²   | 11,50 m³/s           | 390 m³/s            |

## Využití

### Vodáctví
Jedná se o řeku vodácky využitelnou. Jezdí se úsek řeky mezi vodní nádrží Mohelno a Hrubšicemi, řeka je sjízdná pouze při vypouštění z přehrady. Za vysokého stavu vody lze jet i horní úsek řeky od Dolní Cerekve po Vladislav.

### Vodní díla na řece Jihlavě
Tok Jihlavy je na dvou místech uměle přehrazen:
- vodní nádrž Dalešice
- vodní nádrž Mohelno

Vodní nádrže Dalešice a Mohelno tvoří zásobárnu chladicí vody pro jadernou elektrárnu Dukovany. Zároveň je mezi těmito přehradami vybudována přečerpávací vodní elektrárna Dalešice s výkonem 4×120 MW.

### Mlýny
- Kratochvílův mlýn – Červená Lhota 37, okres Třebíč
- Mohelský mlýn – Mohelno 134, okres Třebíč
- Vodní mlýn – Hrubšice, okres Brno-venkov

## Fotogalerie

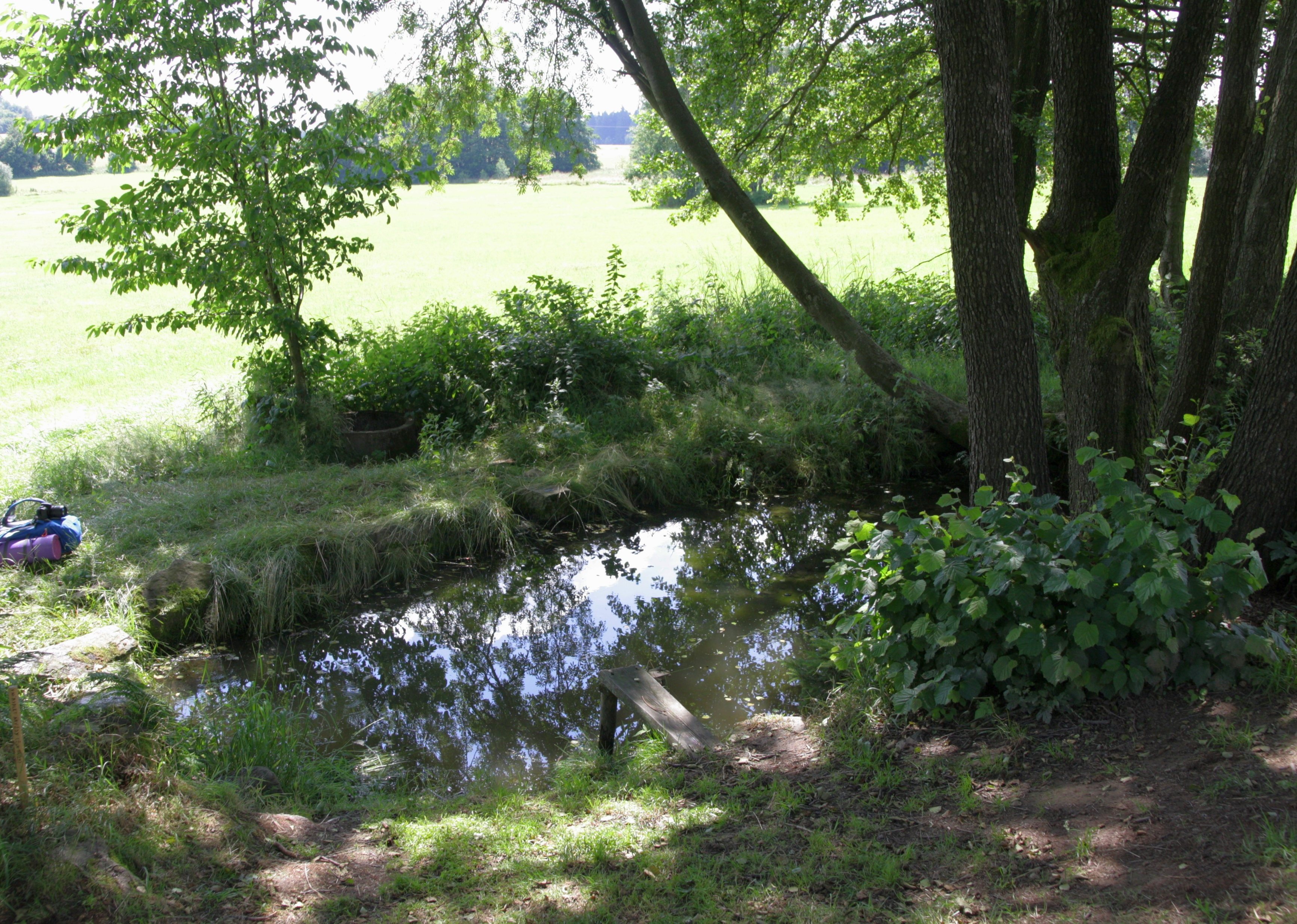
pramen Jihlavy u obce Jihlávka
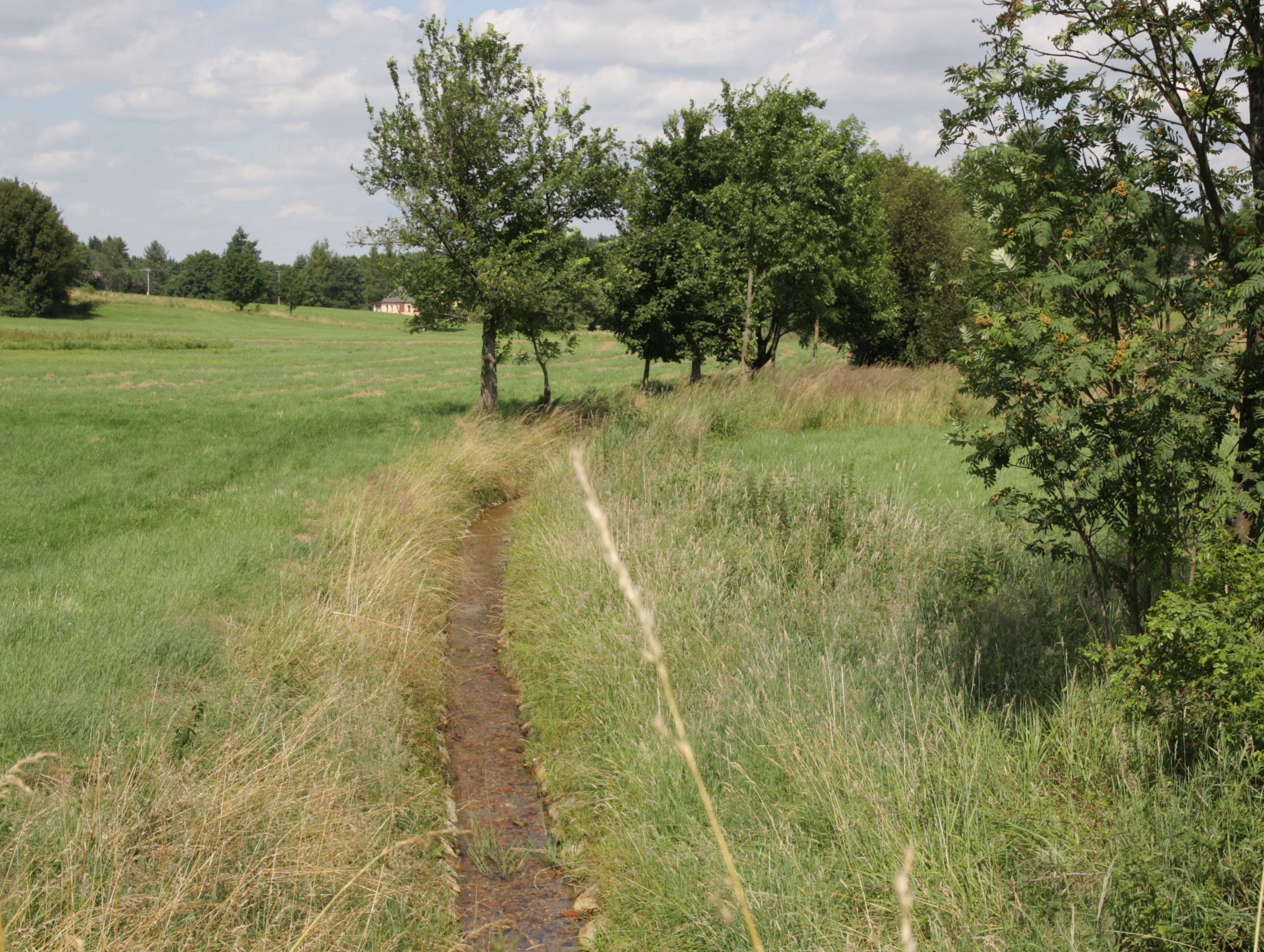
Jihlava u Jihlávky, řkm 184
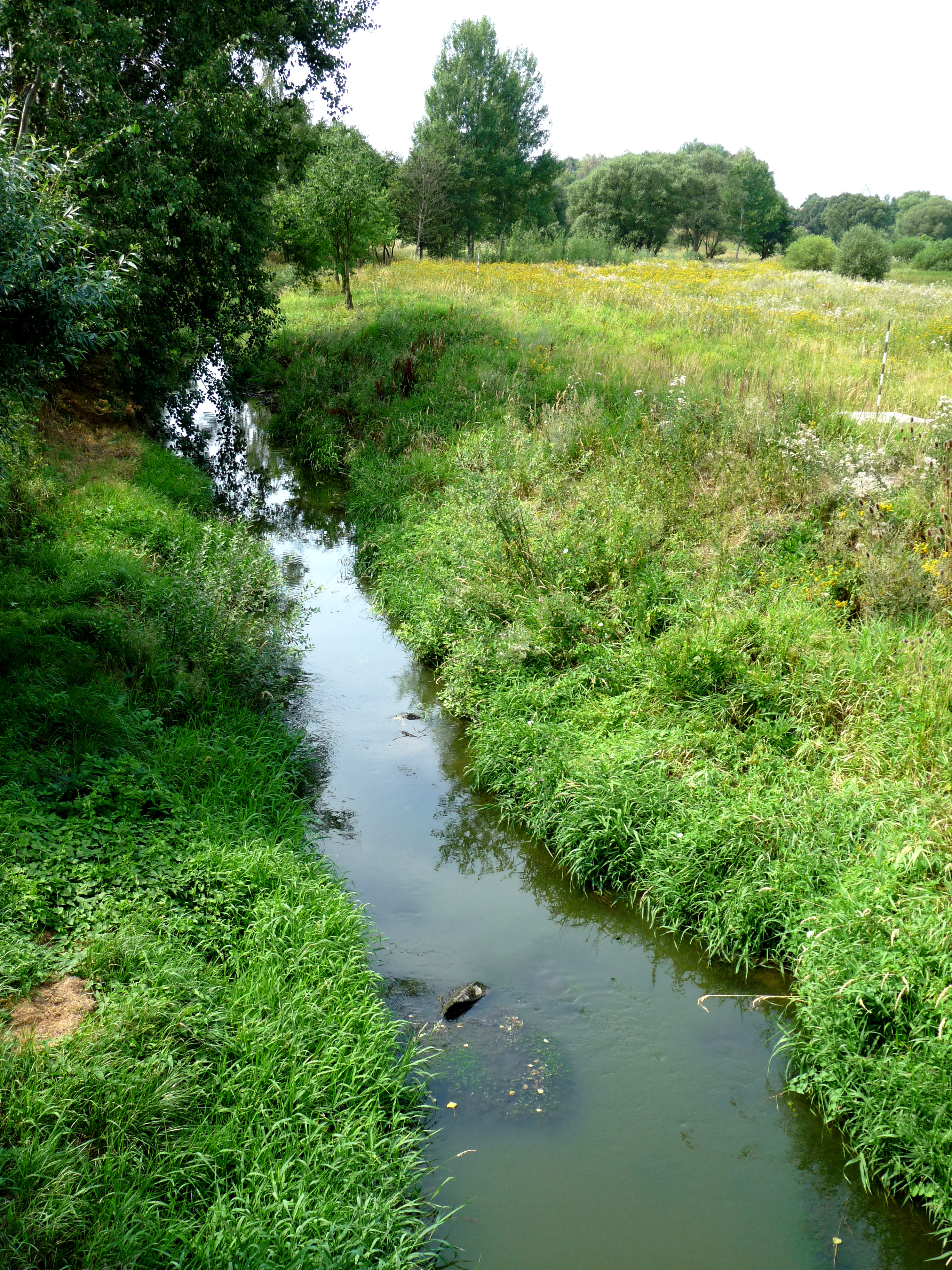
Jihlava v Dolní Cerekvi, řkm 163
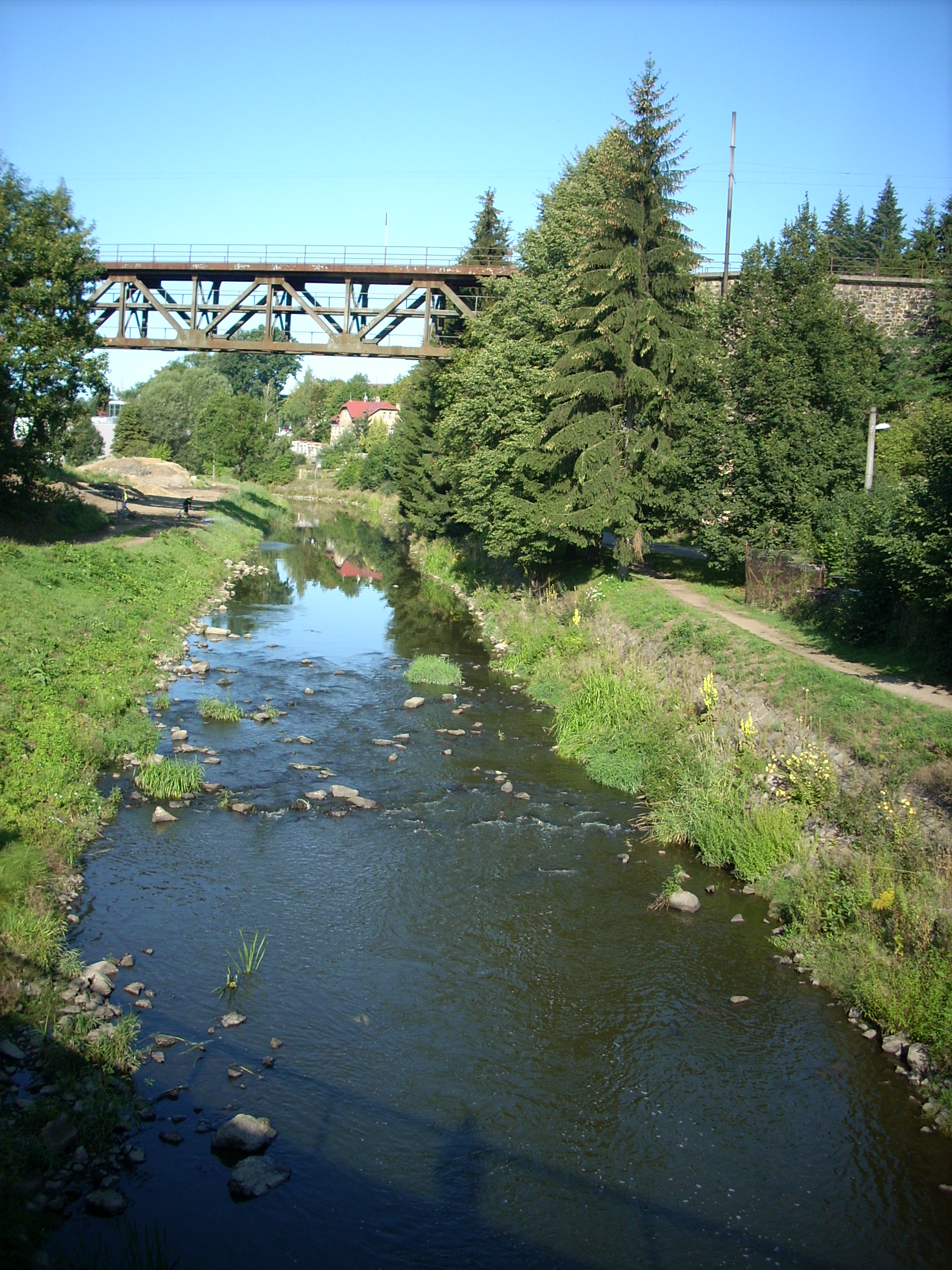
Jihlava v Jihlavě, řkm 142
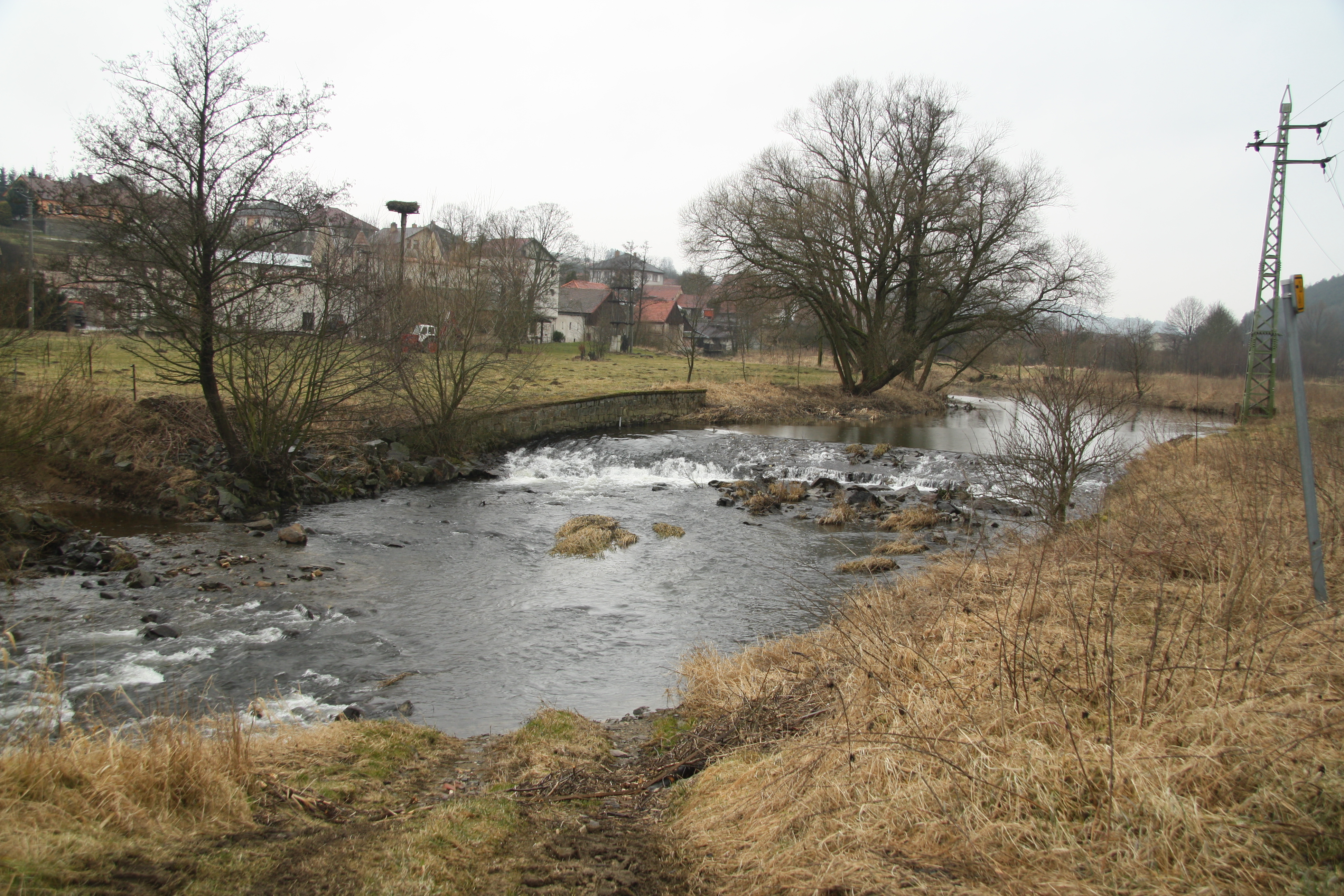
Jihlava u Bransouz, řkm 119
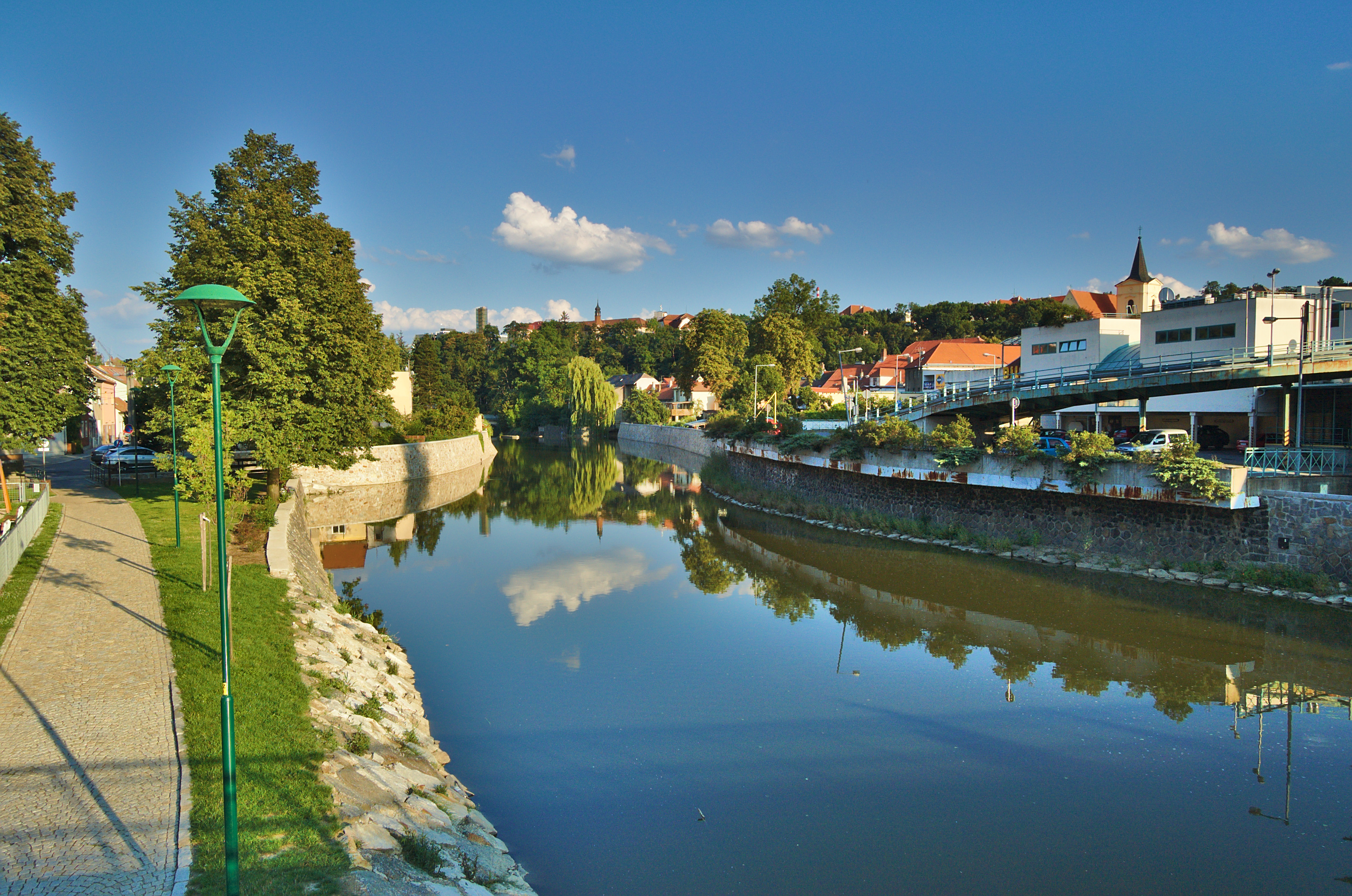
Jihlava v Třebíči, řkm 96
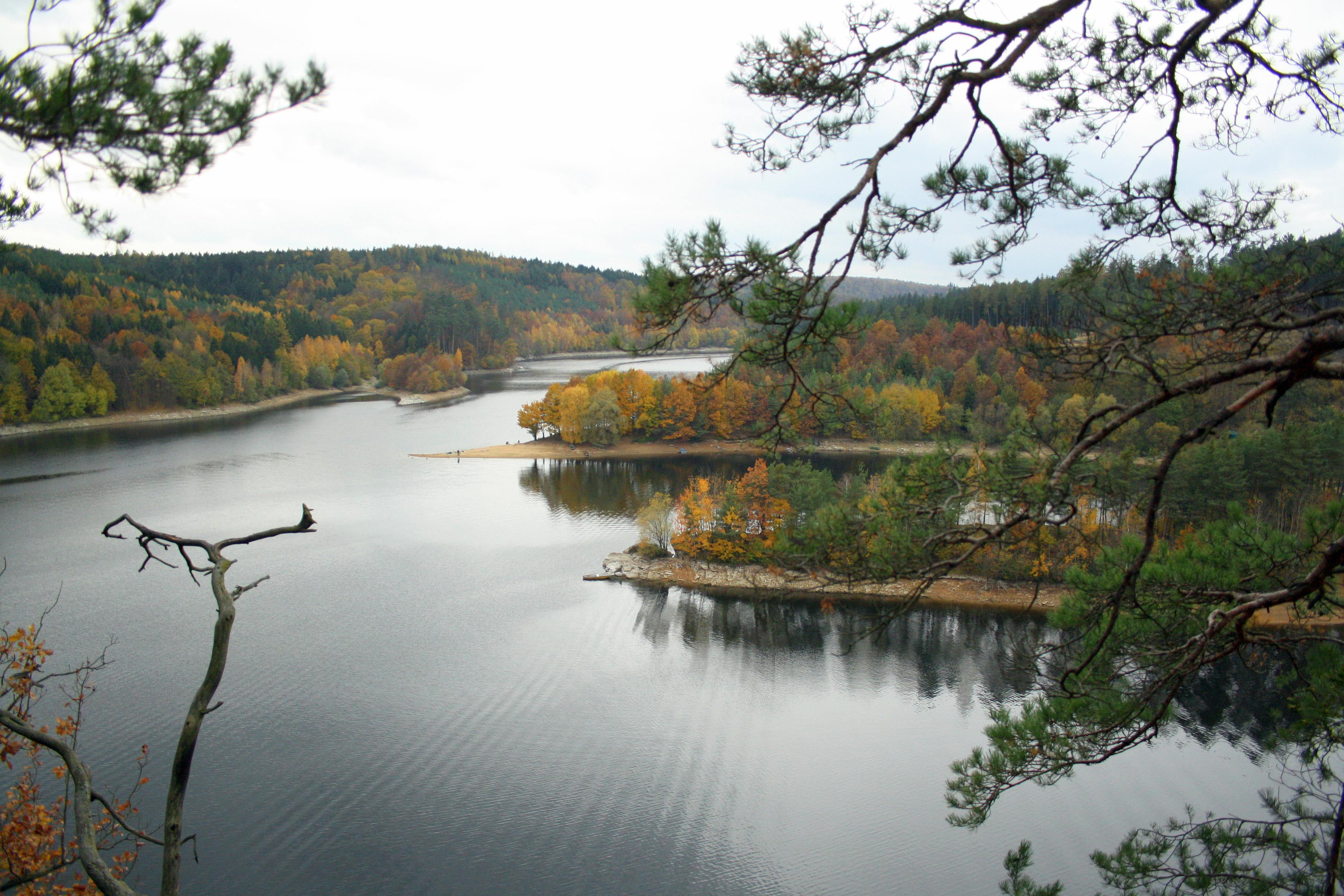
vodní nádrž Dalešice
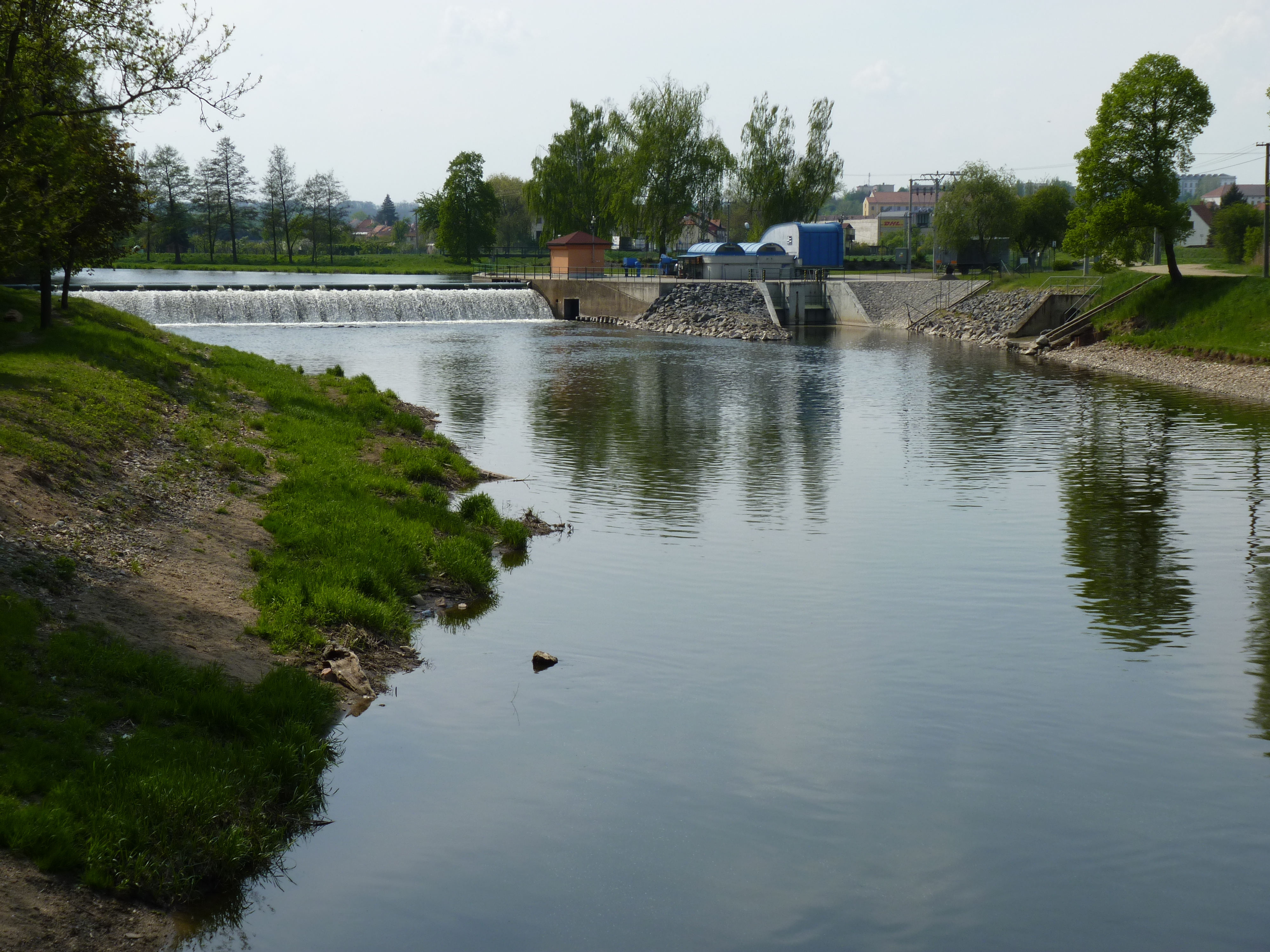
Jihlava v Ivančicích, řkm 35
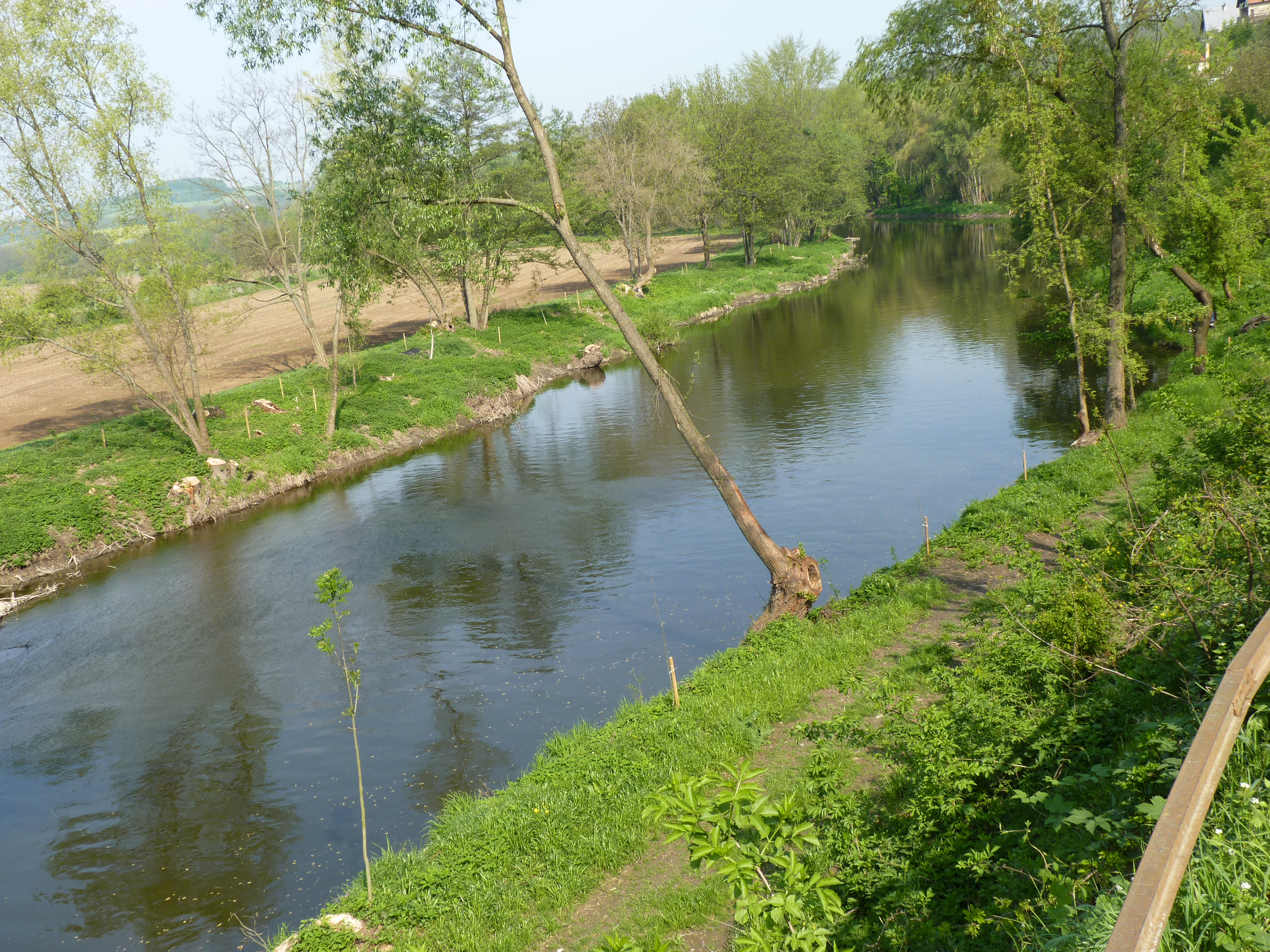
Jihlava v Dolních Kounicích, řkm 25
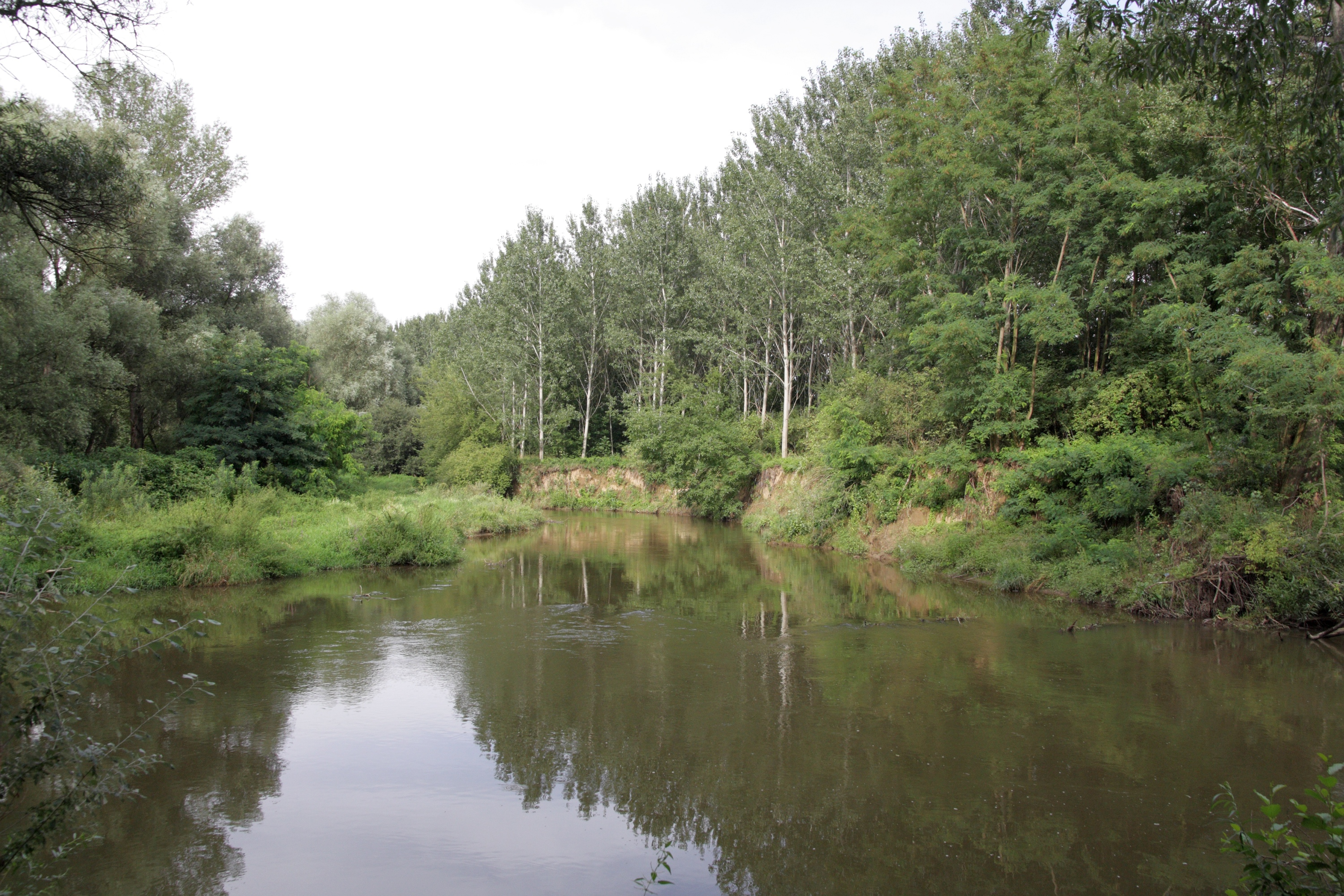
Jihlava u Medlova, řkm 18
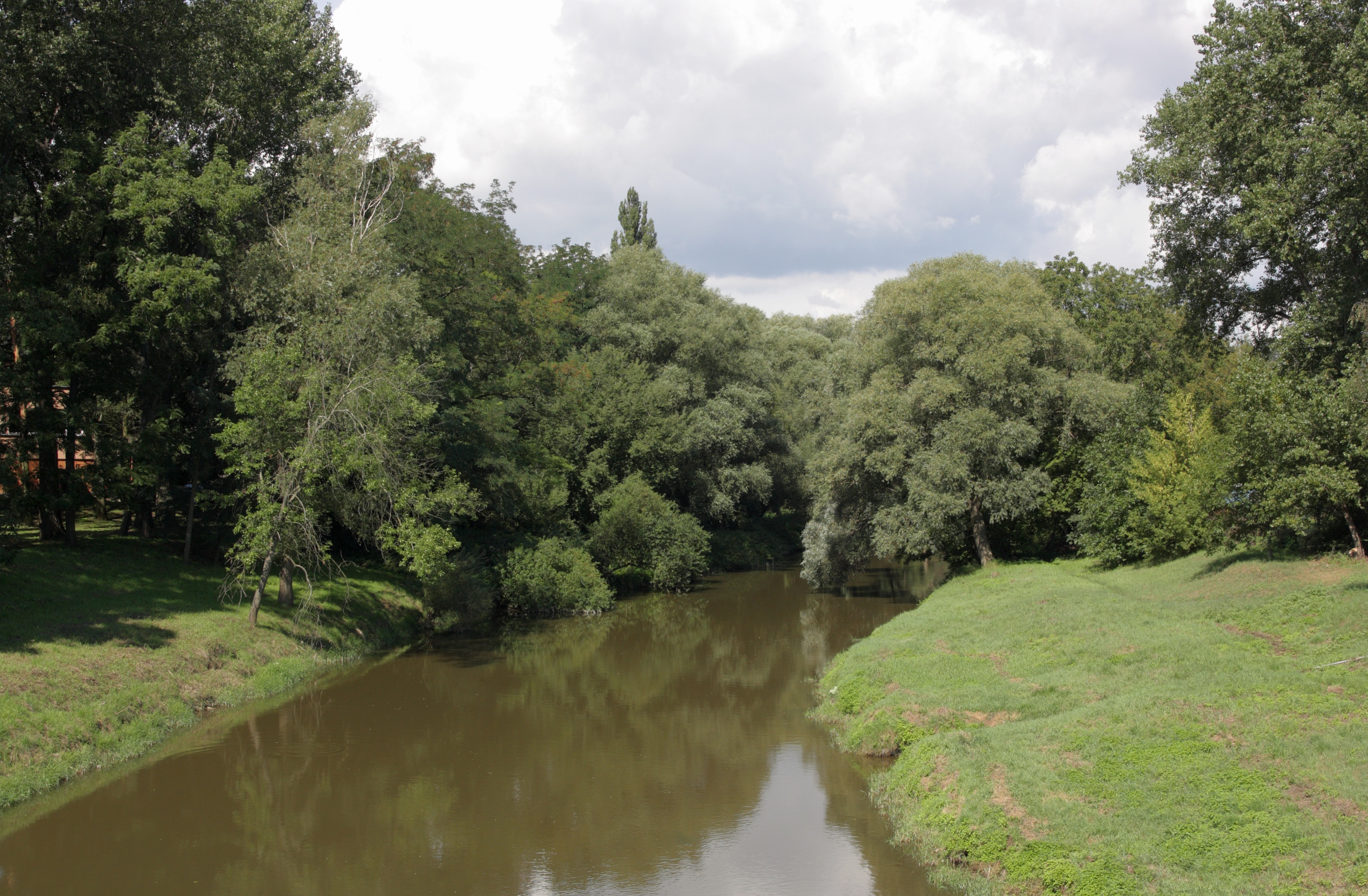
Jihlava v Pohořelicích, řkm 12
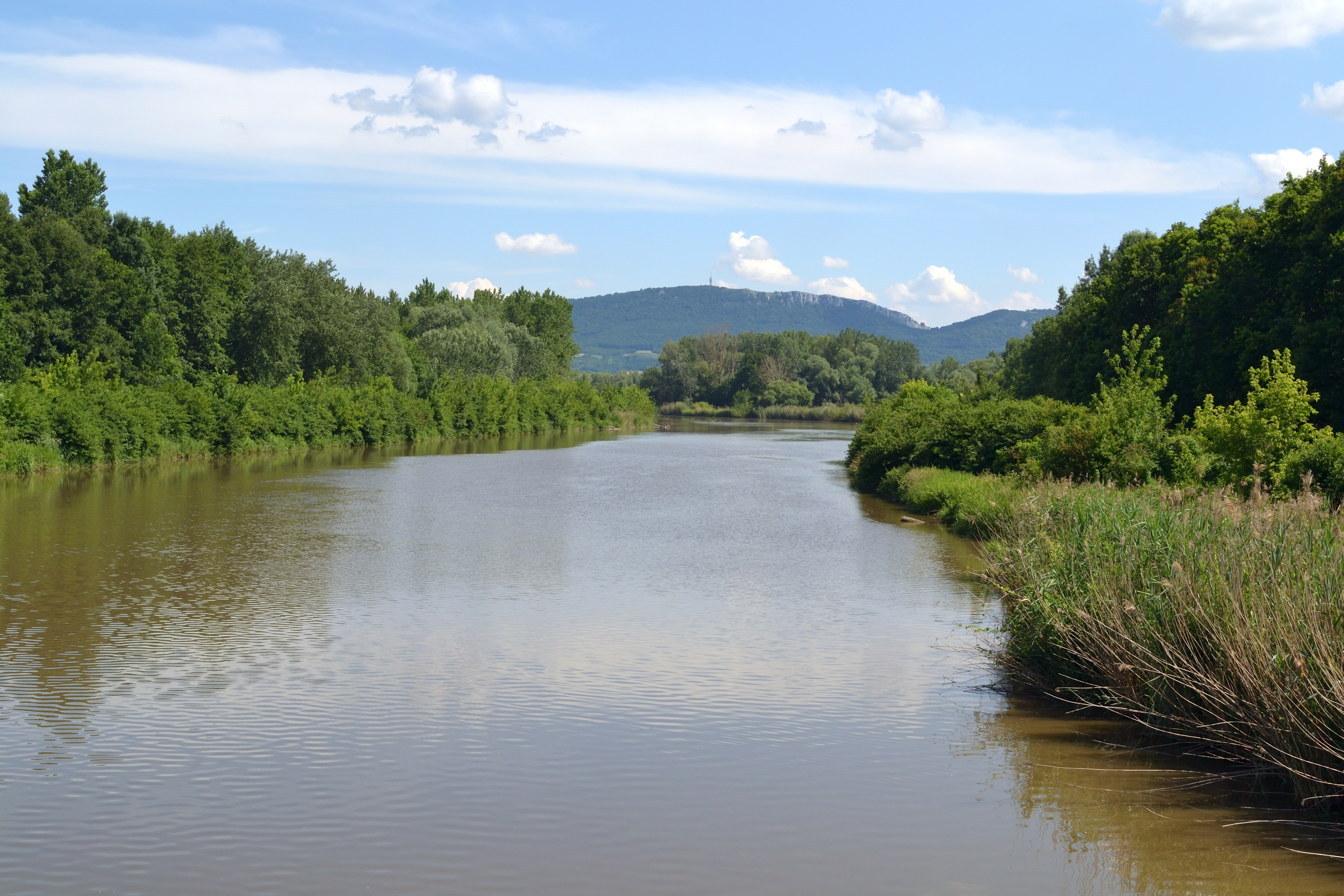
ústí řeky Jihlavy, řkm 0,5